# Жан-Поль Тоні Елісе
Жан-Поль Тоні Елісе (фр. Jean-Paul Tony Helissey; нар. 28 березня 1990 року, Пуент-а-Пітр, Гваделупа, Франція) — французький фехтувальник (рапіра), срібний призер Олімпійських ігор 2016 року в командній рапірі.

## Виступи на Олімпіадах
| Олімпіада | Дисципліна      | Місце |
| --------- | --------------- | ----- |
| Ріо 2016  | командна рапіра | 2     |